# Óscar Núñez del Prado Castro
Óscar Núñez del Prado Castro (* 3. Mai 1917; † 18. Oktober 1991 in Cusco, Peru) war ein peruanischer Anthropologe und Ethnologe, der vor allem durch seine Feldforschungen in der indigenen Quechua-Gemeinde Q'ero und über deren Mythos vom Inkarrí bekannt wurde.

## Leben
Óscar Núñez del Prado wurde am 3. Mai 1917 geboren. Er studierte Anthropologie am Colegio Nacional de Ciencias y Artes del Cuzco und an der Universidad Nacional de San Antonio Abad del Cusco (UNSAAC) in Cusco, wo er mehr als 30 Jahre lang als Professor für Anthropologie tätig war.
1949 lernte er bei einer Fiesta in Paucartambo eine Gruppe von Bauern aus der indigenen Quechua-Dorfgemeinde Q'ero kennen, die auf der dortigen Hacienda lebten. Er entschied sich, ein Forschungsprojekt über diese indigene Gemeinde vorzubereiten. 1952 wurde er in der Misión Indigenista Andina der Vereinten Nationen angestellt. Da er sich für eine Landreform als Lösung der damals so genannten „indigenen Frage“ einsetzte, wurde er aus dieser Mission entlassen. 1955 organisierte er eine Expedition der UNSAAC zur Dorfgemeinde Q'ero, worin er von Pedro Beltrán, dem Direktor der Limaer Tageszeitung La Prensa, unterstützt wurde. Die Regierung plante, die Expedition zu verhindern, da es einen Streit zwischen ihr und der Tageszeitung La Prensa gab, doch konnte das Projekt dennoch erfolgreich durchgeführt werden. Am 24. Juli 1955 brach Óscar Núñez del Prado in Begleitung des Geographen Mario Escobar, des Folkloristen Efraín Morote Best, des Archäologen Manuel Chávez Ballón, des Musikologen Josafat Roel Pineda, des Assistenten für Archäologie Luis Barreda Murillo, des Assistenten für Folklore Demetrio Roca – alle von der UNSAAC –, des Photographen Malcolm K. Burke und des Redakteurs der Zeitung La Prensa Demetrio Túpac Yupanqui Martínez aus Cusco auf. Sie erreichten Q'ero, 92 km von Paucartambo entfernt, am 27. Juli 1955. Während der 15 Tage in Q'ero zeichnete Núñez del Prado unter anderem die erste in der akademischen Welt bekannt gewordene Version des Mythos von Inkarí y Qollari auf.
Laut Óscars Sohn Juan war Q'ero “ein Dorf, das sich wie nur wenige seiner andinen Herkunft und Hüter unschätzbarer Zeugnisse des kulturellen Überlebens unterer alten Zivilisation war, das aber auch lebender und schmerzlicher Beweis für ein archaisches und inhumanes soziales System war, in dem der Mensch der Anden, seines Landes beraubt und in seinem politischen Status herabgesetzt, vollständig der Gnade des ihn ausbeutenden feudalen Gutsherrn ausgesetzt war”. Die Bauern waren durch den Gutsherrn (Hacendado) dazu verpflichtet, den Frondienst (Mita) zu leisten, und wurden an andere Gutsherrn ausgeliehen. Deswegen riefen Núñez del Prado, Morote und Escobar ein Projekt zur Enteignung der Hacienda ins Leben. 1963, sechs Jahre vor Beginn der Landreform von 1969 wurde die Hacienda enteignet, und die Ländereien wurden an die Bauern von Q'ero übertragen. Von 1959 bis 1969 verwirklichte Núñez del Prado ein Forschungsprojekt in Kuyo Chico, einer anderen, formal freien, jedoch von den benachbarten Haciendas gänzlich abhängigen bäuerlichen Gemeinde. 1965 erhielten auch die Bauern von Kuyo Chico das Land zurück, das ihnen von den Großgrundbesitzern geraubt worden war.
1970 veröffentlichte Núñez del Prado sein Werk über die Forschungen in Q’ero El Hombre y la Familia: su Matrimonio y Organización Político Social en Q’ero („Der Mensch und die Familie: seine Ehe und die politisch-soziale Organisation in Q’ero“). Er übersetzte seine aufgezeichneten Texte vom Cusco-Quechua ins Spanische und veröffentlichte auch Bücher über die Schreibweise auf Quechua, so auch seine letzte Veröffentlichung 1990.
Óscar Núñez del Prado starb am 18. Oktober 1991 in Cusco.

## Familie
Núñez del Prados Ehefrau war Luisa Béjar (1928–2017), die erste Anthropologin Perus, geboren in Curahuasi (Region Apurímac). Sein Sohn Juan Núñez del Prado Béjar ist Anthropologe und Dozent für Traditionen der Anden.

## Veröffentlichungen
- 1943: Medicina Popular
- 1947: Aspectos Económicos de Virú, una comunidad de la costa norte del Perú
- 1949: Chinchero: Un pueblo andino del Sur – algunos aspectos. Cuzco: Universidad Nacional del Cuzco
- 1950: El Khipu Moderno. Cuzco
- 1950: Exploración arqueológica en Racchi
- 1952: La vida y la muerte en Chinchero. Cusco: Talleres Gráficos
- 1953: Problemas antropológicos del área andina
- 1954: Escritura de las lenguas aymara y quechua (mit Oswaldo Baca Mendoza und Efraín Morote West). Cuzco: Universidad Nacional del Cuzco
- 1957: El hombre y la familia, su matrimonio y organización político-social en Q'ero. Cuzco: Editorial Garcilaso
- 1962: Sicuani, un pueblo grande: reacción social para la colonización de Maldonado. Lima: Ministerio de Trabajo y Asuntos Indígenas, Plan Nacional de Integración de la Población Aborigen
- 1964: Ñahuinchista Quicharisun – abramos nuestros ojos. Sistema de la lengua nativa en la alfabetización (mit Rodolfo Sánchez Castañeda). Lima: Ministerio de Trabajo y Asuntos Indígenas
- 1970: El hombre y la familia, su matrimonio y organización político-social en Q'ero (2ª ed.)
- 1970: Un ensayo de integración de la población campesina: el caso de Kuyo Chico (Cuzco). Lima: Instituto de Estudios Peruanos
- 1973: Versión del mito del Inkarrí en Q’eros. In: Juan Ossio (ed.): Ideología mesiánica en el mundo andino. Lima: Prado Pastor
- 1990: La escritura del quechua. Cusco: Municipalidad del Qosqo
- Jorge A. Flores Ochoa, Juan Núñez del Prado Béjar, Manuel Castillo Farfán (eds.), Luis Barreda Murillo: Q'ero, el último ayllu inka. Homenaje a Óscar Núñez del Prado y a la expedición científica de la UNSAAC a la nación Q'ero en 1955. Lima: Fondo Editorial de la Facultad de Ciencias Sociales, UNMSM; Cusco: Instituto Nacional de Cultura, Dirección Regional de Cultura de Cusco, 2005. 2. Ausgabe, 2005 (1. Ausgabe erschien 1983), Artikel von Óscar Núñez del Prado:
  - Una cultura como respuesta de adaptación al medio andino, S. 77–102.
  - El maíz q'ero como solución a algunos problemas, S. 123–128.
  - La vivienda inca actual, S. 159–168.
  - El khipu moderno, S. 169–198.
  - El hombre y la familia, su matrimonio y organización político-social en q'ero, S. 199–232.